# Маналапан (Флорида)
Маналапан (англ. Manalapan) — муниципалитет, расположенный в округе Палм-Бич (штат Флорида, США) с населением в 321 человек по статистическим данным переписи 2000 года.

## География
По данным Бюро переписи населения США муниципалитет Маналапан имеет общую площадь в 6,22 квадратного километра, из которых 1,29 кв. километра занимает земля и 5,18 кв. километра — вода. Площадь водных ресурсов округа составляет 83,28 % от всей его площади.
Муниципалитет Маналапан расположен на высоте 1 м над уровнем моря.

## Демография
По данным переписи населения 2000 года в Маналапанe проживало 321 человек, 107 семей, насчитывалось 167 домашних хозяйств и 271 жилой дом. Средняя плотность населения составляла около 51,61 человек на один квадратный километр. Расовый состав населённого пункта распределился следующим образом: 98,13 % белых, 1,56 % — азиатов, 0,31 % — выходцев с тихоокеанских островов, Испаноговорящие составили 3,12 % от всех жителей.
Из 167 домашних хозяйств в 9,6 % воспитывали детей в возрасте до 18 лет, 59,9 % представляли собой совместно проживающие супружеские пары, в 2,4 % семей женщины проживали без мужей, 35,9 % не имели семей. 30,5 % от общего числа семей на момент переписи жили самостоятельно, при этом 21,0 % составили одинокие пожилые люди в возрасте 65 лет и старше. Средний размер домашнего хозяйства составил 1,92 человека, а средний размер семьи — 2,33 человека.
Население муниципалитета по возрастному диапазону по данным переписи 2000 года распределилось следующим образом: 7,8 % — жители младше 18 лет, 2,2 % — между 18 и 24 годами, 13,4 % — от 25 до 44 лет, 35,8 % — от 45 до 64 лет и 40,8 % — в возрасте 65 лет и старше. Средний возраст жителей составил 61 год. На каждые 100 женщин в Маналапанe приходилось 94,5 мужчины, при этом на каждые сто женщин 18 лет и старше приходилось 91,0 мужчины также старше 18 лет.
Средний доход на одно домашнее хозяйство составил 127 819 долларов США, а средний доход на одну семью — 117 051 доллар. При этом мужчины имели средний доход в 100 000 долларов США в год против 36 250 долларов среднегодового дохода у женщин. Доход на душу населения составил 127 819 долларов в год. 3,7 % от всего числа семей в населённом пункте и 5,9 % от всей численности населения находилось на момент переписи населения за чертой бедности, при этом 4,3 % из них составляли жители в возрасте 65 лет и старше.